# Sciuromorpha

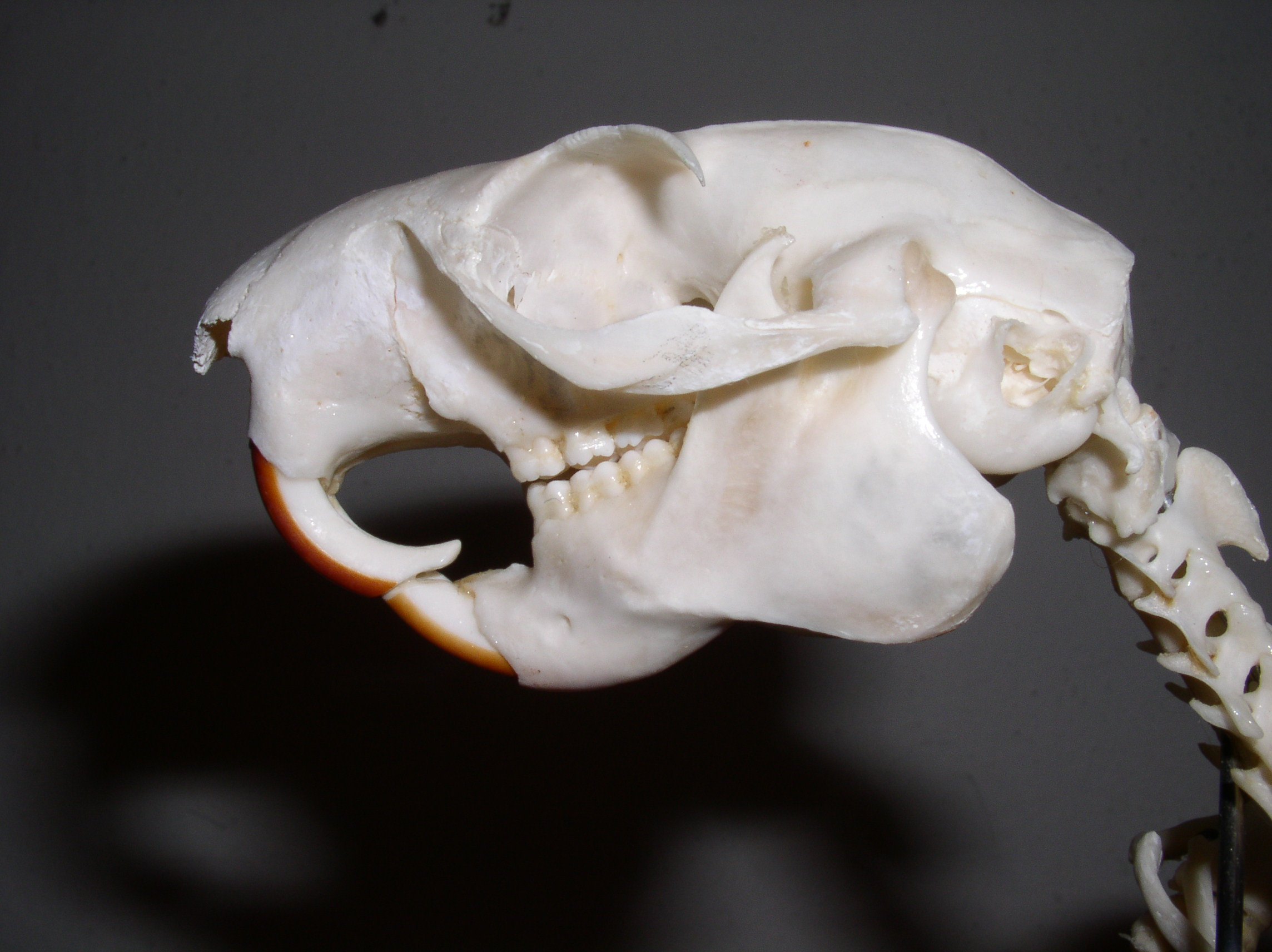
Crânio de ratufa mostrando o sistema zigomassotérico.

Sciuromorpha é uma subordem de roedores ao qual se inclui os esquilos. Tradicionalmente, tal táxon é definido por meio  do padrão do canal infraorbital. O sistema zigomassotérico em Sciuromorpha é caracterizado pela inserção lateral do masséter ao longo do focinho.

## Famílias
Asubordem Sciuromorpha contém 307 espécies vivas em 61 gêneros e 7 famílias.
- †Allomyidae
- Aplodontiidae
- †Mylagaulidae
- Sciuridae - esquilos
- †Reithroparamyidae
- Gliridae

## Famílias não mais consideradas na subordem
- Castoridae - castores
- Geomyidae -
- Heteromyidae